# Hockey su ghiaccio alla XXV Universiade invernale - Torneo femminile
Il torneo femminile di hockey su ghiaccio alla XXV Universiade invernale si è giocato a Erzurum, Turchia, dal 27 gennaio al 5 febbraio 2011.

## Turno preliminare
Le sei squadre partecipanti si sono affrontate in un girone all'italiana. Le prime quattro classificate si sono qualificate per le semifinali.
|  | Qualificata alle semifinali    |
|  | Alla finale per il 5º/6º posto |

### Classifica
| Squadra     | Punti | PG | V | VOT | POT | P | GF | GS | DG  |
| ----------- | ----- | -- | - | --- | --- | - | -- | -- | --- |
| Canada      | 14    | 5  | 4 | 1   | 0   | 0 | 39 | 1  | +38 |
| Finlandia   | 13    | 5  | 4 | 0   | 1   | 0 | 49 | 3  | +46 |
| Slovacchia  | 9     | 5  | 3 | 0   | 0   | 2 | 33 | 11 | +22 |
| Stati Uniti | 6     | 5  | 2 | 0   | 0   | 3 | 25 | 18 | +7  |
| Regno Unito | 3     | 5  | 1 | 0   | 0   | 4 | 11 | 36 | −25 |
| Turchia     | 0     | 5  | 0 | 0   | 0   | 5 | 0  | 88 | −88 |

### Risultati
| Erzurum 27 gennaio 2011, ore 9:30 UTC+2 | Stati Uniti   | 1 – 5 (0-2, 1-1, 0-2) referto | Slovacchia | 500 Ice Rink (100 spett.)\| Arbitro: \| Kaisa Ketonen \| |
| Arbitro:                                | Kaisa Ketonen |                               |            |                                                          |

| Erzurum 27 gennaio 2011, ore 12:45 UTC+2 | Regno Unito       | 10 – 0 (2-0, 3-0, 5-0) referto | Turchia | 500 Ice Rink (400 spett.)\| Arbitro: \| Zuzanna Findorova \| |
| Arbitro:                                 | Zuzanna Findorova |                                |         |                                                              |

| Erzurum 27 gennaio 2011, ore 16:00 UTC+2 | Canada         | 2 – 1 SO (0-0, 0-1, 1-0, 0-0, 1-0) referto | Finlandia | 500 Ice Rink (100 spett.)\| Arbitro: \| Karen Philippo \| |
| Arbitro:                                 | Karen Philippo |                                            |           |                                                           |

| Erzurum 28 gennaio 2011, ore 11:00 UTC+2 | Stati Uniti       | 15 – 0 (8-0, 5-0, 2-0) referto | Turchia | 500 Ice Rink (150 spett.)\| Arbitro: \| Zuzanna Findorova \| |
| Arbitro:                                 | Zuzanna Findorova |                                |         |                                                              |

| Erzurum 28 gennaio 2011, ore 15:00 UTC+2 | Finlandia    | 6 – 0 (3-0, 2-0, 1-0) referto | Regno Unito | 500 Ice Rink (200 spett.)\| Arbitro: \| Leah O'Brien \| |
| Arbitro:                                 | Leah O'Brien |                               |             |                                                         |

| Erzurum 28 gennaio 2011, ore 19:00 UTC+2 | Canada        | 3 – 0 (3-0, 0-0, 0-0) referto | Slovacchia | 500 Ice Rink (350 spett.)\| Arbitro: \| Kaisa Ketonen \| |
| Arbitro:                                 | Kaisa Ketonen |                               |            |                                                          |

| Erzurum 30 gennaio 2011, ore 11:00 UTC+2 | Canada            | 14 – 0 (4-0, 4-0, 6-0) referto | Regno Unito | 500 Ice Rink (322 spett.)\| Arbitro: \| Zuzanna Findorova \| |
| Arbitro:                                 | Zuzanna Findorova |                                |             |                                                              |

| Erzurum 30 gennaio 2011, ore 15:00 UTC+2 | Finlandia      | 3 – 1 (0-0, 2-0, 1-1) referto | Stati Uniti | 500 Ice Rink (350 spett.)\| Arbitro: \| Karen Philippo \| |
| Arbitro:                                 | Karen Philippo |                               |             |                                                           |

| Erzurum 30 gennaio 2011, ore 19:00 UTC+2 | Turchia      | 0 – 20 (0-9, 0-6, 0-5) referto | Slovacchia | 500 Ice Rink (425 spett.)\| Arbitro: \| Leah O'Brien \| |
| Arbitro:                                 | Leah O'Brien |                                |            |                                                         |

| Erzurum 31 gennaio 2011, ore 11:00 UTC+2 | Stati Uniti   | 0 – 9 (0-3, 0-4, 0-2) referto | Canada | 500 Ice Rink (375 spett.)\| Arbitro: \| Kaisa Ketonen \| |
| Arbitro:                                 | Kaisa Ketonen |                               |        |                                                          |

| Erzurum 31 gennaio 2011, ore 15:00 UTC+2 | Slovacchia     | 8 – 0 (1-0, 6-0, 1-0) referto | Regno Unito | 500 Ice Rink (175 spett.)\| Arbitro: \| Karen Philippo \| |
| Arbitro:                                 | Karen Philippo |                               |             |                                                           |

| Erzurum 31 gennaio 2011, ore 19:00 UTC+2 | Finlandia    | 32 – 0 (7-0, 17-0, 8-0) referto | Turchia | 500 Ice Rink (433 spett.)\| Arbitro: \| Leah O'Brien \| |
| Arbitro:                                 | Leah O'Brien |                                 |         |                                                         |

| Erzurum 2 febbraio 2011, ore 12:30 UTC+2 | Regno Unito       | 1 – 8 (0-2, 1-3, 0-3) referto | Stati Uniti | 3000 Ice Rink (1.500 spett.)\| Arbitro: \| Zuzanna Findorova \| |
| Arbitro:                                 | Zuzanna Findorova |                               |             |                                                                 |

| Erzurum 2 febbraio 2011, ore 16:00 UTC+2 | Slovacchia     | 0 – 7 (0-3, 0-2, 0-2) referto | Finlandia | 3000 Ice Rink (1.220 spett.)\| Arbitro: \| Karen Philippo \| |
| Arbitro:                                 | Karen Philippo |                               |           |                                                              |

| Erzurum 2 febbraio 2011, ore 20:00 UTC+2 | Turchia       | 0 – 11 (0-4, 0-4, 0-3) referto | Canada | 3000 Ice Rink\| Arbitro: \| Kaisa Ketonen \| |
| Arbitro:                                 | Kaisa Ketonen |                                |        |                                              |

## Fase finale

### Semifinali
| Erzurum 4 febbraio 2011, ore 16:00 UTC+2 | Finlandia    | 5 – 1 (3-0, 2-1, 0-0) referto | Slovacchia | 3000 Ice Rink (1.060 spett.)\| Arbitro: \| Leah O'Brien \| |
| Arbitro:                                 | Leah O'Brien |                               |            |                                                            |

| Erzurum 4 febbraio 2011, ore 20:00 UTC+2 | Canada            | 8 – 1 (2-1, 3-0, 3-0) referto | Stati Uniti | 3000 Ice Rink (1.750 spett.)\| Arbitro: \| Zuzanna Findorova \| |
| Arbitro:                                 | Zuzanna Findorova |                               |             |                                                                 |

### Finale 5º/6º posto
| Erzurum 5 febbraio 2011, ore 12:00 UTC+2 | Regno Unito    | 10 – 0 (5-0, 1-0, 4-0) referto | Turchia | 500 Ice Rink (300 spett.)\| Arbitro: \| Karen Philippo \| |
| Arbitro:                                 | Karen Philippo |                                |         |                                                           |

### Finale 3º/4º posto
| Erzurum 5 febbraio 2011, ore 9:30 UTC+2 | Slovacchia    | 3 – 1 (1-0, 0-0, 2-1) referto | Stati Uniti | 3000 Ice Rink (1.247 spett.)\| Arbitro: \| Kaisa Ketonen \| |
| Arbitro:                                | Kaisa Ketonen |                               |             |                                                             |

### Finalissima
| Erzurum 5 febbraio 2011, ore 13:00 UTC+2 | Canada       | 4 – 1 (1-0, 2-0, 1-1) referto | Finlandia | 3000 Ice Rink (2.111 spett.)\| Arbitro: \| Leah O'Brien \| |
| Arbitro:                                 | Leah O'Brien |                               |           |                                                            |

## Campione
| Campione delle Universiadi 2011 |
| ------------------------------- |
| Canada                          |

## Classifica finale
| Pos.    | Squadra     |
| ------- | ----------- |
| Oro     | Canada      |
| Argento | Finlandia   |
| Bronzo  | Slovacchia  |
| 4       | Stati Uniti |
| 5       | Regno Unito |
| 6       | Turchia     |